# گمینا رازانوو (شهرستان بیاووبژگی)
گمینا رازانوو (شهرستان بیاووبژگی) (به لهستانی:  Gmina Radzanów) یک گمینا در لهستان است که در شهرستان بیاووبژگی واقع شده‌است. گمینا رازانوو ۸۲٫۵۹ کیلومتر مربع مساحت و ۳٬۸۸۸ نفر جمعیت دارد.